# Critica e clinica
Critica e clinica è una raccolta di saggi filosofici e di critica letteraria, pubblicata da Gilles Deleuze nel 1993.

## Argomento dell'opera
Si tratta di una delle ultime opere pubblicate da Deleuze, poco prima della sua morte, avvenuta per suicidio nel 1995. Il volume contiene 17 brevi articoli, per lo più di critica letteraria, la maggior parte dei quali già pubblicati in precedenza su varie riviste, e tuttavia modificati e accresciuti per questa nuova pubblicazione. 
Il titolo dell'opera istituisce un parallelo fra la critica letteraria e la clinica: la tesi di fondo, espressa nella premessa, è che "la letteratura è salute" (p. 11), un modo per istituire margini adatti a contenere la patologia che insorgerebbe dalla "vergogna di essere uomo" (p. 13). Secondo Deleuze la letteratura consiste, o dovrebbe consistere, nella capacità dello scrittore di far delirare la lingua, fino a trasformarla in una sorta di lingua straniera, pressoché balbettante, capace, come il linguaggio infantile, di evocare mondi possibili e di "inventare un popolo che manca" (p. 16). In questo senso, essa può espletare una funzione critica nei confronti delle istituzioni sociali preesistenti; tuttavia, quando il delirio giunge all'estremo, ovvero cade nello stato clinico, la letteratura diventa illeggibile, inudibile, e si riduce a puro nulla.

## Elenco degli articoli
I 17 articoli che compongono l'opera sono:
1. La letteratura e la vita
2. Louis Wolfson o il procedimento
3. Lewis Carroll
4. Il più grande film irlandese (Film di Samuel Beckett)
5. Quattro formule poetiche che potrebbero riassumere la filosofia kantiana
6. Nietzsche e San Paolo, Lawrence e Giovanni di Patmos
7. Ri-presentazione di Masoch
8. Whitman
9. Quel che dicono i bambini
10. Bartleby o la formula
11. Un precursore misconosciuto di Heidegger, Alfred Jarry
12. Mistero di Arianna secondo Nietzsche
13. Balbettò
14. La vergogna e la gloria: T.E. Lawrence
15. Per farla finita con il giudizio
16. Platone, i greci
17. Spinoza e le tre etiche

## Edizioni
- Gilles Deleuze, Critica e clinica, traduzione di Alberto Panaro, Raffaello Cortina, 1996,  p. 195, ISBN 88-7078-427-4.